# Věž Contrast
Věž Contrast je obranná věž v katalánské obci Argençola. První zmínka o ní pochází z roku 1241. Je to kruhová stavba z 12. nebo 13. století ve velmi dobrém stavu. Patří k usedlosti Contrast. Kamenná stavba nemá střechu a je vybavena střílnami. V současnosti je zde nádrž na vodu a televizní antény.

Je španělskou kulturní památkou národního významu.